# St. Alto (Unterhaching)

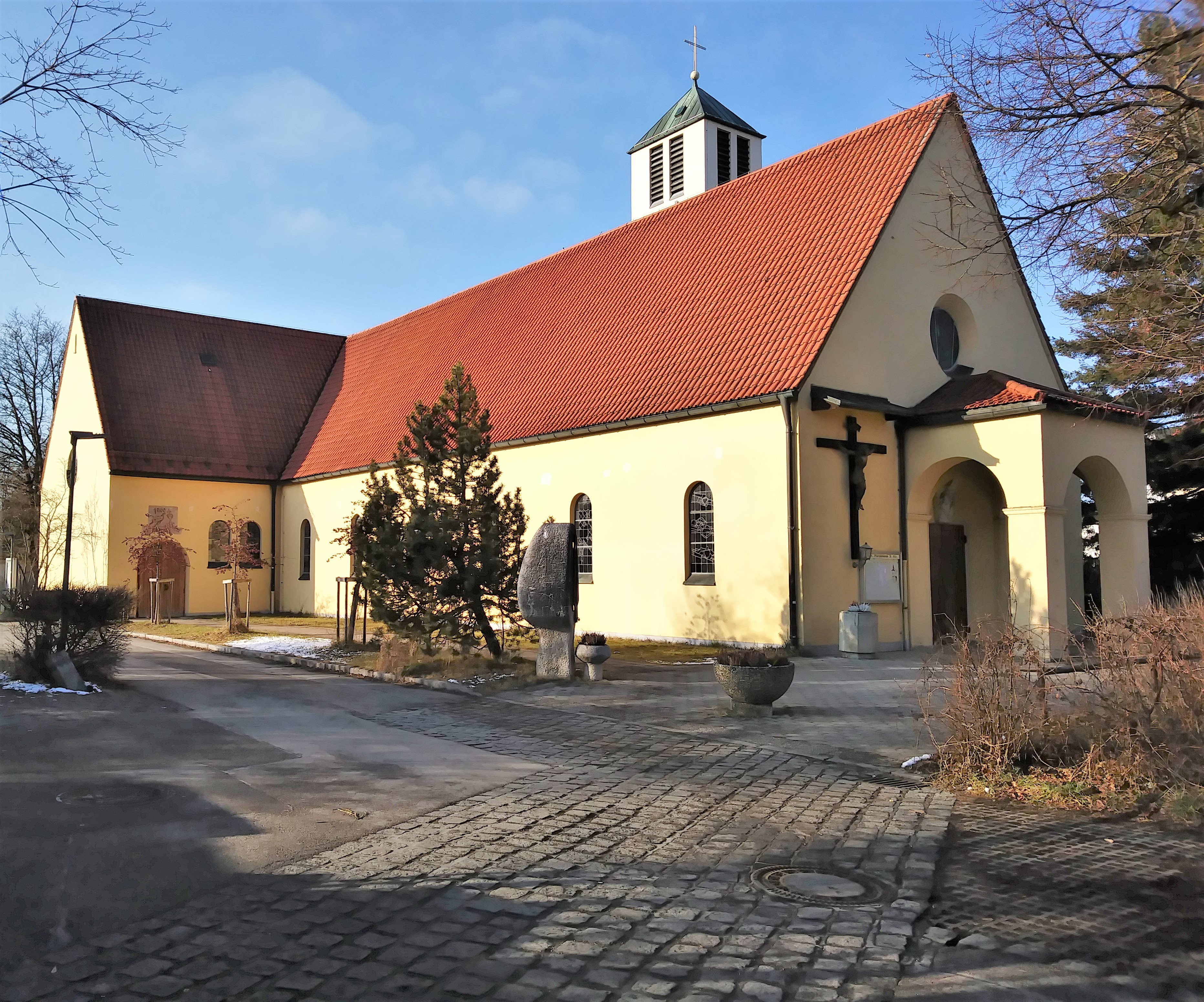

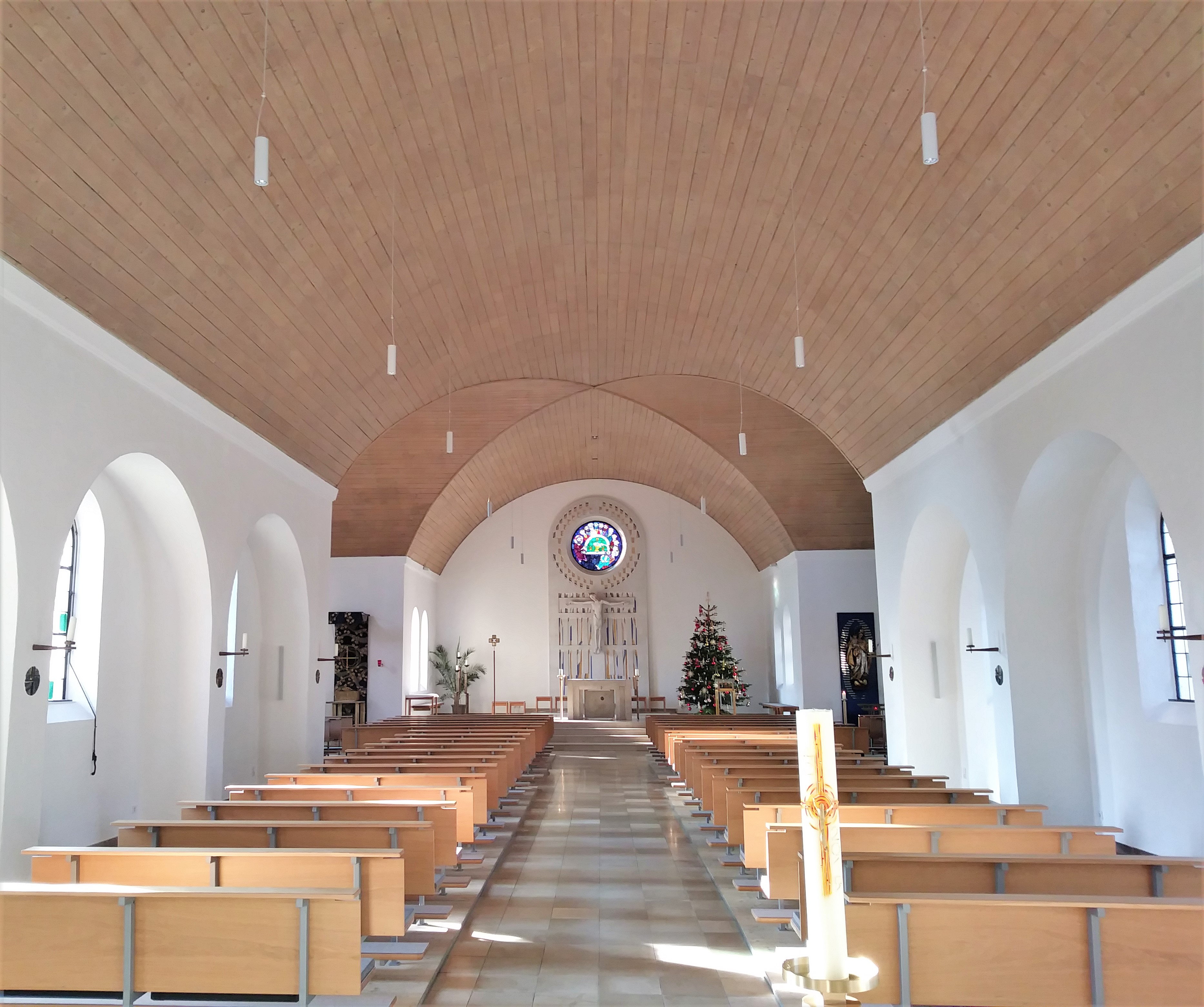
Blick zum Altar

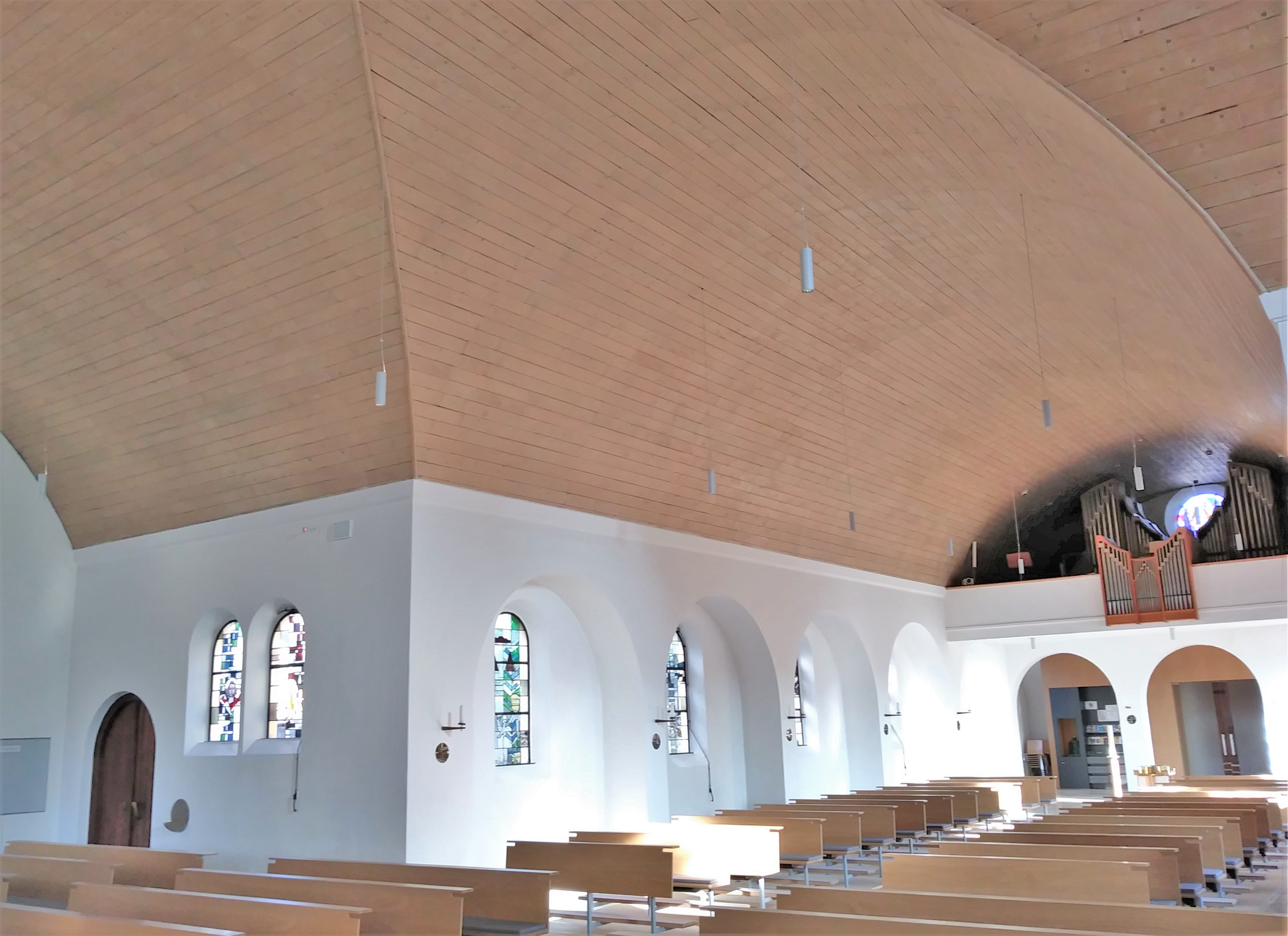
Blick durch den Raum zur Orgelempore

Die Kirche St. Alto ist eine römisch-katholische Pfarrkirche des Erzbistums München-Freising in Unterhaching. Sie befindet sich im heutigen Zentrum der Gemeinde und trägt das Patrozinium des Heiligen Alto.

## Geschichte
Das Wachstum der Gemeinde Unterhaching nach Nordwesten zu Beginn der 1930er Jahre machte eine zweite Pfarrkirche neben der bisherigen romanischen Pfarrkirche St. Korbinian erforderlich. Im Jahr 1932 wurde die Pfarrvikarie St. Alto durch Michael Kardinal von Faulhaber konsekriert. 1946 folgte die Erhebung zur selbstständigen Pfarrei und damit die Abtrennung von der Mutterpfarrei St. Korbinian. Im Zuge einer neuerlichen Erweiterung wurde 1960 ein neues ausladendes Querhaus sowie ein neuer seitlicher Kirchturm errichtet. 2016 fand eine umfassende Innenrenovierung statt. St. Alto ist aufgrund der zentralen Lage in Unterhaching heute die Hauptpfarrei des Pfarrverbands Unterhaching.

## Baubeschreibung
Der Grundriss der gewesteten Pfarrkirche St. Alto folgt der Form eines lateinischen Kreuzes, wobei der Bau aufgrund seiner Erweiterung im Jahr 1960 verglichen zur Raumhöhe relativ lang erscheint. An das weit ausladende Querhaus schließen sich im Norden Sakristei, Pfarrheim und der 28 m hohe Kirchturm.
Der schlichte helle Innenraum wird von einer gewölbten Holzdecke überspannt und durch einfache Rundfenster mit Licht erfüllt. Über dem Eingangsbereich befindet sich eine Orgelempore und die Orgel, die um ein Rundfenster herum gebaut wurde, um es nicht zu verdecken.

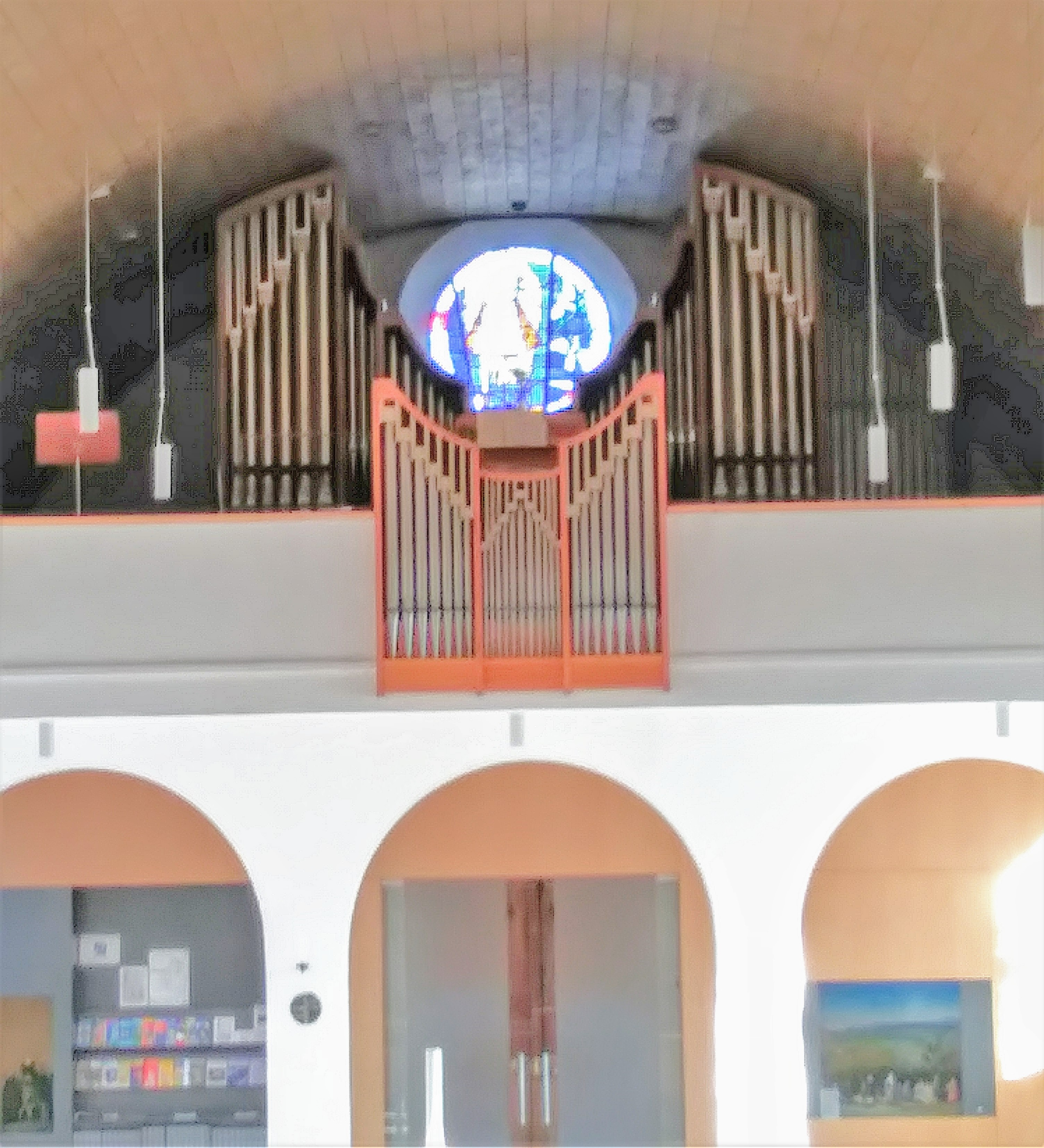
Garhammer-Orgel

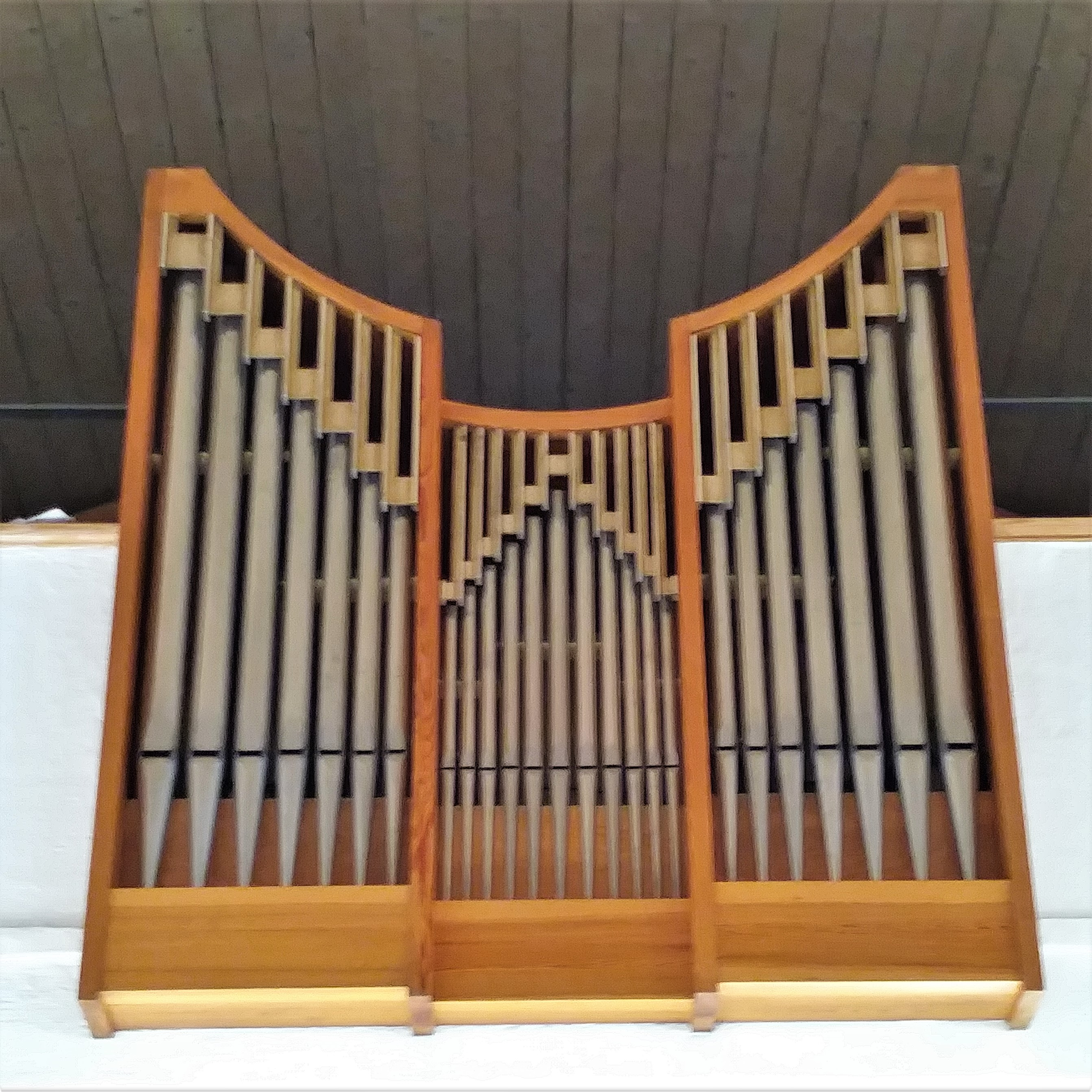
Rückpositiv

## Orgel
Die heutige Orgel wurde im Jahr 1985 durch die Firma Josef Garhammer aus Weilheim in Oberbayern errichtet. Sie besitzt 19 Register auf zwei Manualen und Pedal sowie vollmechanische Schleifladen. Die Disposition ist wie folgt:
| I Hauptwerk C–g3 |             |       |
| 1.               | Prinzipal   | 8′    |
| 2.               | Gedeckt     | 8′    |
| 3.               | Oktave      | 4′    |
| 4.               | Blockflöte  | 4′    |
| 5.               | Nasat       | 2 ⁄3′ |
| 6.               | Superoktave | 2′    |
| 7.               | Mixtur IV   | 1 ⁄3′ |
| 8.               | Trompete    | 8′    |
|                  | Tremulant   |       |

| II Rückpositiv C–g3 |                |            |
| 9.                  | Holzgedeckt    | 8′         |
| 10.                 | Prinzipal      | 4′         |
| 11.                 | Rohrflöte      | 4′         |
| 12.                 | Sesquialter II | 2 ⁄3′      |
| 13.                 | Flöte          | 2′         |
|                     | Quinte         | 1 ⁄3′      |
| 14.                 | Larigot II     | 1 ⁄3′ + 1′ |
| 15.                 | Vox humana     | 8′         |
|                     | Tremulant      |            |

| Pedal C–f1 |               |     |
| 16.        | Subbass       | 16′ |
| 17.        | Oktavbass     | 8′  |
| 20.        | Weitprinzipal | 4′  |
| 21.        | Posaune       | 16′ |

- Koppeln: II/I, I/P, II/P

Anmerkung:
1. ↑  Vorabzug aus dem Larigot II 1 1⁄3′ + 1′

## Glocken
Im Kirchturm von St. Alto hängt ein fünfstimmiges Glockengeläut aus Bronze. Die kleinste Glocke wurde 1948 von der Glockengießerei Schilling in Apolda gegossen, die anderen vier entstanden 1960 in der Gießerei Karl Czudnochowsky in Erding.
| Glocke | Name           | Gussjahr | Durchmesser | Gewicht  | Schlagton |
| ------ | -------------- | -------- | ----------- | -------- | --------- |
| 1      | Alto           | 1960     | 1320 mm0    | 1328 kg0 | d′+0      |
| 2      | Maria          | 1960     | 1115 mm0    | 770 kg   | f′+2      |
| 3      | Altarsakrament | 1960     | 890 mm      | 420 kg   | a′+0      |
| 4      | Leonhard       | 1960     | 740 mm      | 239 kg   | c″+3      |
| 5      | Sterbeglocke   | 1948     | 682 mm      | 200 kg   | d″+4      |